# Sandskeiði

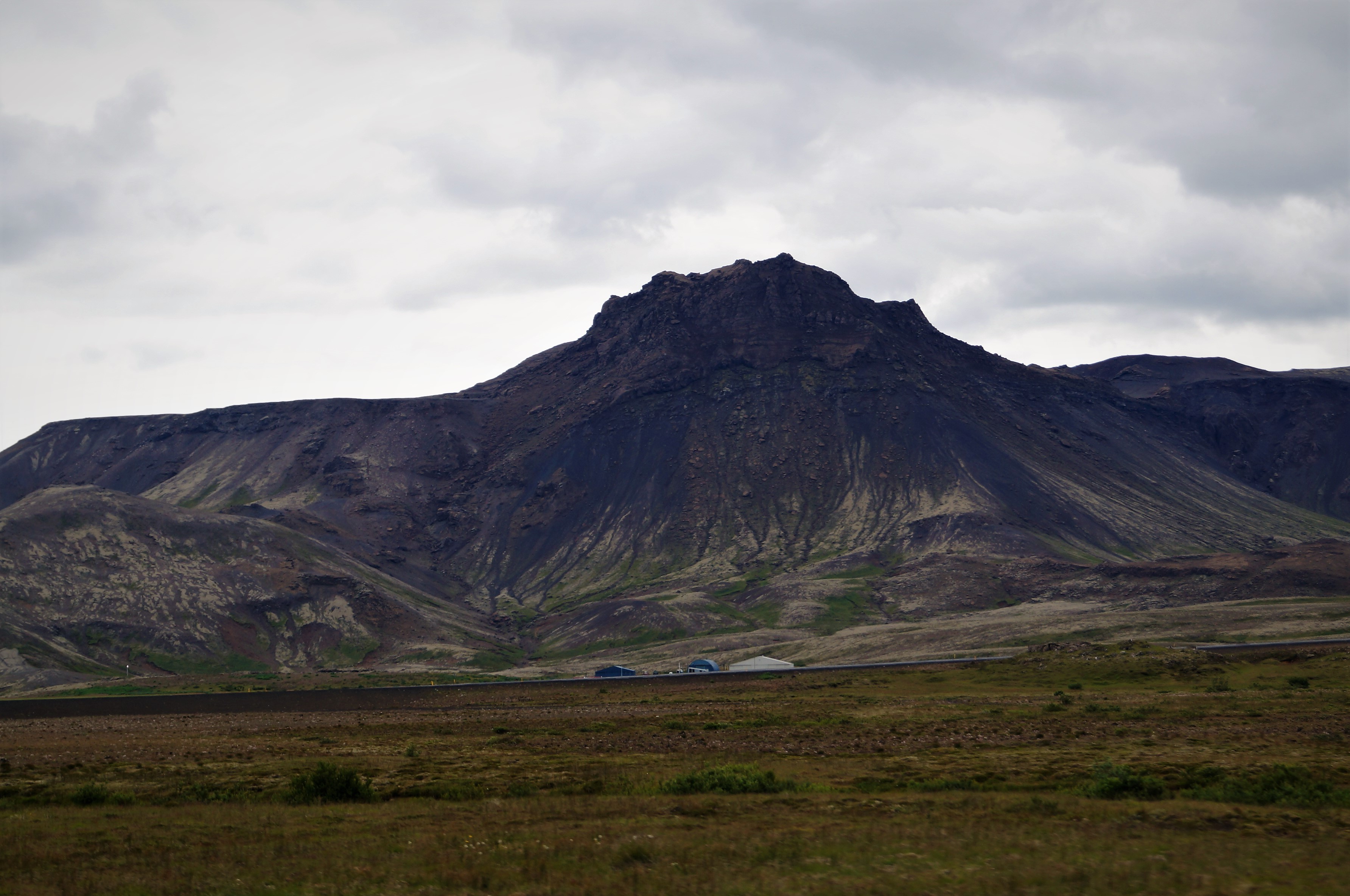
Vue sur le mont Vífilsfell et l'aérodrome de Sandskeiði (au premier plan) depuis la route 1.

Sandskeiði est le plus important site de vol à voile en Islande. Il est situé à 20 km à l'est de la capitale Reykjavik. Le site abrite aussi le siège de la Fédération islandaise de vol à voile (Svifflugfélag Íslands). Pendant la Deuxième Guerre mondiale et l'occupation britannique de l'Islande, une base militaire y est construite.